# Вакульские
Вакульские — дворянский род.
В Гербовник внесены две фамилии Вакульских:
1. Петр Вакульский, вступивший в службу прапорщиком в 1809 году (Герб. Часть XI. № 83).
2. Иван Вакульский, произведенный в прапорщики в 1812 году (Герб. Часть XI. № 117)[1].

Петр Вакульский, произведен 06 декабря 1830 года в чин генерал-майор, пожалован дипломом 07 февраля 1836 г. в дворянское достоинство с потомством.
Иван Вакульский, пожалован (по чину полковника) потомственным дворянством 16 июля 1837 года.
гербы Вакульских

## Описание гербов

#### Герб. Часть XI. № 83
Герб Петра Вакульского внесён в Общий гербовник дворянских родов Всероссийской империи.
Щит полурассечён-пересечён. В первой, червлёной части, длинный золотой с полуперекладиною внизу костыльный крест. Во второй, золотой части, выходящий из правого бока, чёрный с червлёными глазами, клювом, языком и когтями орёл, держащий зелёный лавровый венок. В третьей, лазуревой части, серебряная гора, увенчанная на крест положенными золотою пальмовою ветвью и серебряным с золотою рукоятью мечом.
Щит увенчан дворянскими шлемом и короною. Нашлемник: в серебряных латах рука, держащая серебряный же с золотою рукоятью меч. Намёт: справа — червлёный, с золотом, слева — чёрный, с золотом.

#### Герб. Часть XI. № 117
Герб Ивана Вакульского внесён в Общий гербовник дворянских родов Всероссийской империи.
Щит полурассечён-пересечён. В первой, червлёной части, длинный золотой, с полуперекладиною внизу костыльный крест. Во второй, золотой части, выходящий из правого бока чёрный, с червлёными глазами, клювом, языком и когтями орёл, держащий зелёный лавровый венок. В третьей, лазоревой части, серебряные с двумя круглыми башнями ворота.
Щит увенчан дворянскими шлемом и короною. Нашлемник: в серебряных латах рука, держащая серебряный, с золотою рукоятью меч. Намёт: справа — червлёный, с золотом, слева — чёрный, с золотом.